# Simplicia simplicissima
Simplicia simplicissima là một loài bướm đêm trong họ Noctuidae.